# Żabin (Ermland-Mazurië)
Żabin (Duits: Klein Szabienen) is een Dorp in de Poolse Woiwodschap Ermland-Mazurië, in het District Goldapski. De plaats maakt deel uit van de Landgemeente Banie Mazurskie en telt 210 inwoners. Het ligt twee kilometer van de Pools - Russische grens af.